# Ryō Hashiba
Ryō Hashiba (jap. 羽柴 令, Hashiba Ryō; * 6. Mai 1986, Tomakomai, Hokkaidō) ist ein japanischer Eishockeyspieler, der seit 2009 bei den Ōji Eagles in der Asia League Ice Hockey unter Vertrag steht.

## Karriere
Ryō Hashiba begann seine Karriere in der Schulmannschaft der Komadai-Oberschule in seiner Heimatstadt, die zum System der Komazawa-Universität gehört. 2005 wechselte er an die Waseda-Universität, für deren Hochschulmannschaft er vier Jahre in der japanischen Universitätsliga spielte. Seit 2009 spielt er mit den Ōji Eagles in der Asia League Ice Hockey, die er mit dem Team 2012 gewinnen konnte.

### International
Für Japan nahm Hashiba im Juniorenbereich an der U18-Weltmeisterschaften der Division I 2004 und der U20-Weltmeisterschaften der Division I 2006 teil.
Für das japanische Herren-Team debütierte er im Alter von 28 Jahren bei der Weltmeisterschaft der Division I 2015, als er zum besten Spieler seiner Mannschaft gewählt wurde. Dort spielte er auch bei den Weltmeisterschaften 2016, 2018 und 2019. Zudem vertrat er seine Farben bei der Olympiaqualifikation für die Winterspiele in Pyeongchang 2018 und den Winter-Asienspielen 2017, wo er mit seiner Mannschaft die Bronzemedaille hinter Kasachstan und Südkorea gewann.

## Erfolge und Auszeichnungen
- 2012 Gewinn der Asia League Ice Hockey mit den Ōji Eagles
- 2017 Bronzemedaille bei den Winter-Asienspielen

## Asia-League-Statistik
(Stand: Ende der Saison 2019/20)